# Jesusland

Recréation de la carte du Jesusland. En bleu, les « États-Unis du Canada » ; en rouge, le « Jesusland »

La carte du Jesusland (Jesusland map en anglais) est une carte de l'Amérique du Nord qui caricature l'opposition, aux États-Unis, entre États républicains et démocrates, à la suite de l'élection présidentielle de 2004.

## Origine
La carte originale fut créée le 3 novembre 2004 par G. Webb (sous le pseudonyme de Kemper_Boyd), un participant à yakyak.org, un forum Internet dédié aux amateurs des œuvres de Jeff Minter. Elle fut ensuite popularisée et prit la forme d'un phénomène Internet.

## Géographie

Recréation de la carte, en incluant la province canadienne de l'Alberta

La carte illustre l'Amérique du Nord (uniquement le Canada et les États-Unis) et met en évidence une frontière hypothétique entre deux pays fictifs, à la place de la frontière traditionnelle entre le Canada et les États-Unis. Les États « bleus » (ayant voté démocrate lors de l'élection présidentielle de 2004) y ont été unis au Canada pour former une seule nation contiguë, intitulée « États-Unis du Canada ». Les États « rouges » restants (ayant voté républicain lors de l'élection) y sont appelés « Jesusland ».
La carte met en évidence le fait que les États « rouges » (à l'exception de l'Alaska) sont tous contigus ; le même schéma se reproduit avec les États « bleus » lorsqu'ils sont combinés au Canada. Ajouter au « Jesusland » la province canadienne de l'Alberta (généralement la plus conservatrice) ne modifie pas la contiguïté des deux « pays ».

Collège électoral lors de l'élection présidentielle de 2004, par État (en rouge : Bush, républicain ; en bleu : Kerry, démocrate) ; la carte du Jesusland est fondée sur ces résultats.
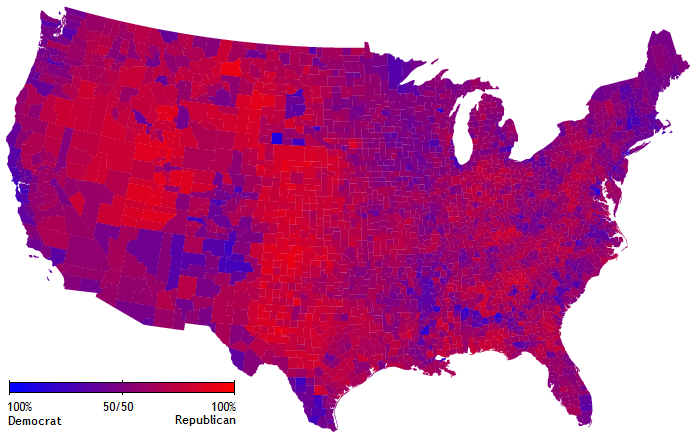
Résultat de cette élection par comté, sur un spectre de couleur plus large
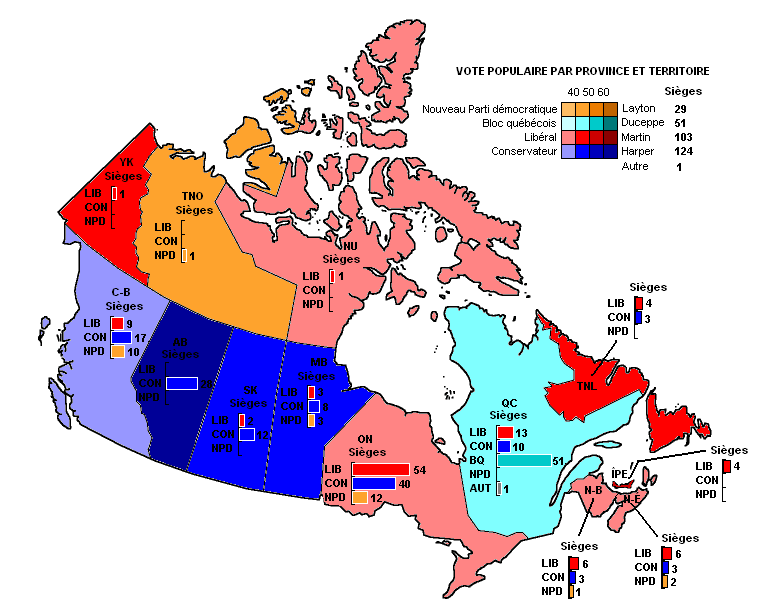
vote populaire lors de l'élection fédérale canadienne de 2006, par province et territoire. À l'opposé de la convention américaine récente, le schéma bleu/rouge est inversé.